# Blaunoddi

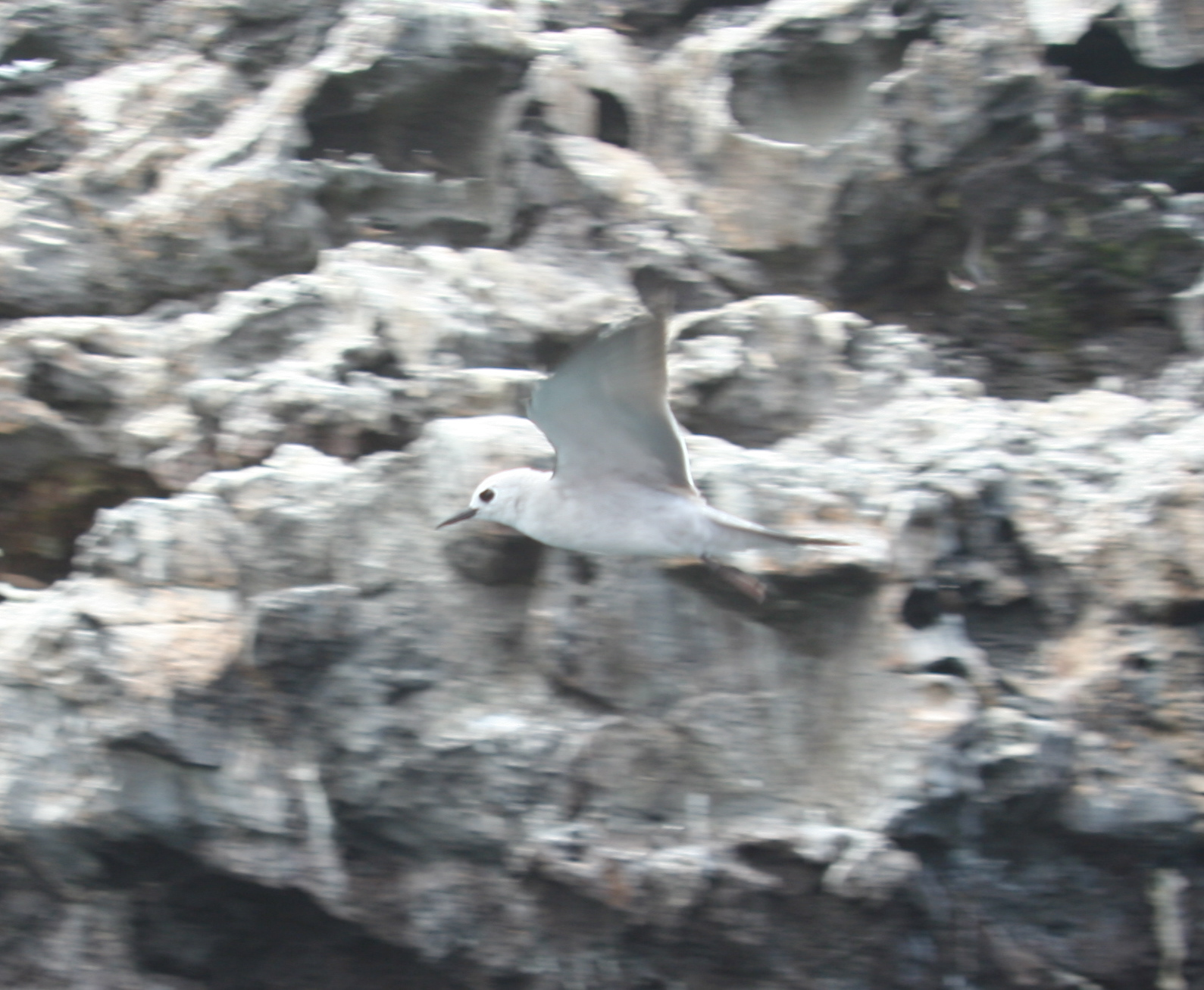
Blaunoddi im Flug

Die Blaunoddi (Anous cerulea, Synonym: Procelsterna cerulea) ist eine Vogelart in der Unterfamilie der Noddiseeschwalben (Anoinae) (Laridae) innerhalb der Ordnung der Regenpfeiferartigen (Charadriiformes).
Vorkommen von Blaunoddis finden sich in Amerikanisch-Samoa, den Cookinseln, Fidschi, Französisch-Polynesien, Kiribati, den Marshallinseln, Neukaledonien, den Samoainseln, Tonga (Niuas), Tuvalu und Hawaii. Eine bedeutende Brutkolonie findet sich seit der Ausrottung der im 20. Jahrhundert eingeschleppten Katzen auf der Jarvisinsel, einem Außengebiet der USA im zentralen Pazifik. Eingeschleppte Raubtiere sind daher auch eine der größten Gefahren für die Bestände der Blaunoddi.
Als Irrgast wurden sie in Australien und Japan beobachtet. Ihr natürliches Habitat ist das offene, flache Meer in tropischen und subtropischen Regionen.
Südlich ihres Verbreitungsgebietes werden sie von der Graunoddi (Anous albivitta) abgelöst; die beiden wurden früher als eine Art betrachtet, heute tendiert man dazu sie als zwei verschiedene zu behandeln.

## Unterarten
Es sind fünf Unterarten bekannt:
- Anous cerulea saxatilis Fisher, WK, 1903[3] – Diese Unterart kommt auf Minami-Torishima und den nördlichen Marshallinseln bis zu den Nordwestlichen Hawaii-Inseln vor.
- Anous cerulea cerulea (Bennett, FD, 1840)[4] – Die Nominatform kommt auf Kiritimati und den Marquesas-Inseln vor.
- Anous cerulea nebouxi Mathews, 1912[5] – Diese Unterart ist auf Phoenix- und den Tuvaluinseln, auf Fidschi und Samoa verbreitet.
- Anous cerulea teretirostris (Lafresnaye, 1841)[6] – Diese Subspezies kommt auf dem Tuamotu-Archipel, den Cookinseln, den Austral- und Gesellschaftsinseln vor.
- Anous cerulea murphyi Mougin & Naurois, 1981[7] – Diese Subspezies ist auf den Gambierinseln verbreitet.